# Nobuhiko Matsunaka
Nobuhiko Matsunaka, född den 26 december 1973 i Yatsushiro i Japan, är en japansk basebollspelare som tog silver vid olympiska sommarspelen 1996 i Atlanta. Han deltog även vid olympiska sommarspelen 2000 i Sydney, där Japan kom fyra.
Matsunaka representerade Japan i World Baseball Classic 2006, där Japan vann. Han spelade åtta matcher och hade ett slaggenomsnitt på 0,433.